# Żarnowiec (gmina)
La gmina de Żarnowiec est une commune rurale de la voïvodie de Silésie et du powiat de Zawiercie. Elle s'étend sur 124,77 km2 et comptait 4 960 habitants en 2006. Son siège est le village de Żarnowiec qui se situe à environ 32 kilomètres à l'est de Zawiercie et à 67 kilomètres au nord-est de Katowice.

## Villages
La gmina de Żarnowiec comprend les villages et localités de Brzeziny, Chlina, Chlina Dolna, Jeziorowice, Koryczany, Łany Małe, Łany Średnie, Łany Wielkie, Małoszyce, Ostra Górka, Otola, Otola Mała, Udórz, Wola Libertowska, Zabrodzie, Zamiechówka et Żarnowiec.

## Gminy voisines
La gmina de Żarnowiec est voisine des gminy de Charsznica, Kozłów, Pilica, Sędziszów, Słupia, Szczekociny et Wolbrom.